# Tsjechische kamerverkiezingen 2010
De verkiezingen van de Kamer van Afgevaardigden (Poslanecká sněmovna Parlamentu České republiky) van het Parlement van de Tsjechische Republiek vonden in 2010 plaats op 28 en 29 mei.

## Uitslag
De partijen TOP 09 en VV deden voor het eerst mee aan de verkiezingen en wisten gelijk zetels in het parlement te verkrijgen.
| Partijen                         | Partijen                                                               | Stemmen   | Percentage | Zetels | Verschil |
| -------------------------------- | ---------------------------------------------------------------------- | --------- | ---------- | ------ | -------- |
|                                  | Tsjechische Sociaaldemocratische Partij (ČSSD)                         | 1.155.267 | 22,08%     | 56     | 18       |
|                                  | Democratische Burgerpartij (ODS)                                       | 1.057.792 | 20,22%     | 53     | 28       |
|                                  | TOP 09                                                                 | 873.833   | 16,70      | 41     | NIEUW    |
|                                  | Communistische Partij van Bohemen en Moravië (KSČM)                    | 589.765   | 11,27%     | 26     | 0        |
|                                  | Věci veřejné (VV)                                                      | 569.127   | 10,88%     | 24     | NIEUW    |
|                                  | Christendemocratische Unie-Tsjecho-Slowaakse Volkspartij (KDU-ČSL)     | 229.717   | 4,39%      | 0      | 13       |
|                                  | Strana práv občanů (SPO)                                               | 226.527   | 4,33%      | 0      | NIEUW    |
|                                  | Suverenita                                                             | 192.145   | 3,67%      | 0      | 0        |
|                                  | Strana zelených (SZ)                                                   | 127.833   | 2,44%      | 0      | 6        |
|                                  | Dělnická strana sociální spravedlnosti (DSSS)                          | 59.888    | 1,14%      | 0      | 0        |
|                                  | Tsjechische Piratenpartij (Piráti)                                     | 42.323    | 0,80%      | 0      | NIEUW    |
|                                  | Strana svobodných občanů (SSO)                                         | 38.894    | 0,74%      | 0      | NIEUW    |
|                                  | Pravý blok                                                             | 24.750    | 0,47%      | 0      | 0        |
|                                  | Občané.cz                                                              | 13.397    | 0,25%      | 0      | NIEUW    |
|                                  | Moravané                                                               | 11.914    | 0,22%      | 0      | 0        |
|                                  | Konservativní strana (KONS)                                            | 4.232     | 0,08%      | 0      | NIEUW    |
|                                  | Koruna Česká (KČ)                                                      | 4.024     | 0,07%      | 0      | 0        |
|                                  | STOP                                                                   | 3.155     | 0,06%      | 0      | NIEUW    |
|                                  | Sdružení pro republiku - Republikánská strana Československa (SPR-RSČ) | 1.993     | 0,03%      | 0      | 0        |
|                                  | Česká strana národně socialistická (ČSNS 2005)                         | 1.371     | 0,02%      | 0      | 0        |
|                                  | Klíčové hnutí (KH)                                                     | 1.099     | 0,02%      | 0      | NIEUW    |
|                                  | Humanistická strana                                                    | 552       | 0,01%      | 0      | 0        |
|                                  | Evropský střed (ES)                                                    | 522       | 0,01%      | 0      | NIEUW    |
|                                  | Česká strana národně sociální (ČSNS)                                   | 295       | 0,00%      | 0      | 0        |
|                                  | Liberálové.CZ                                                          | 260       | 0,00%      | 0      | 0        |
|                                  | Národní prosperita                                                     | 186       | 0,00%      | 0      | 0        |
| Totaal                           | Totaal                                                                 | 5.230.859 | 100%       | 200    |          |
| Geregistreerde kiezers / opkomst | Geregistreerde kiezers / opkomst                                       | ?         | 62,60%     |        |          |

### Overzichtskaarten
Een geografische weergave van resultaten per kiesdistrict van de partijen die verkozen werden in de Kamer van Afgevaardigden.  

Grootste partij per kraj
Grootste partij per okres
ČSSD
ODS
TOP 09
KSČM
VV
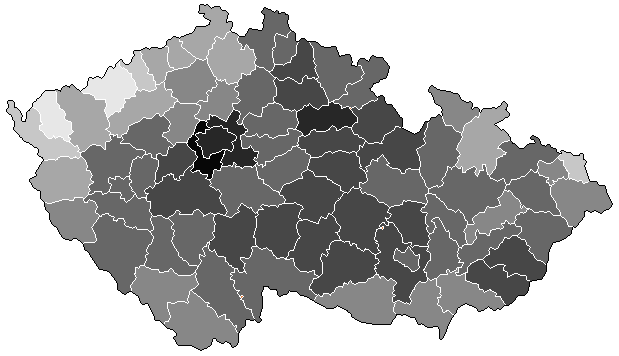
Opkomst per okres

## Coalitievorming
Na de verkiezingen is onder Petr Nečas een nieuwe coalitieregering gevormd (Kabinet-Nečas) met de partijen ODS, TOP 09 en VV.